# Cereșnivka, Dubno
Cereșnivka (în ucraineană Черешнівка) este un sat în comuna Prîvilne din raionul Dubno, regiunea Rivne, Ucraina.

## Demografie
Componența lingvistică a localității Cereșnivka
     Ucraineană (99,44%)
     Alte limbi (0,56%)
Conform recensământului din 2001, majoritatea populației localității Cereșnivka era vorbitoare de ucraineană (99,44%), existând în minoritate și vorbitori de alte limbi.